# Zerobaseone
Zerobaseone (кор. 제로베이스원; ром. Jerobeiseuwon; также известные как ZB1) — южнокорейский бой-бэнд, сформированный 20 апреля 2023 года через реалити-шоу на выживание Boys Planet и будет продвигаться 2 года и 6 месяцев под WakeOne. Группа состоит из девяти участников: Ким Джиун, Чжан Хао, Сон Ханбин, Сок Мэттью, Ким Тэрэ, Рики, Ким Гювин, Пак Гонук и Хан Юджин. Дебют состоялся 10 июля 2023 года с мини-альбомом Youth in the Shade.

## Название
Название Zerobaseone представляет собой «путешествие девяти стажёров, которое будет завершено как единое целое после их дебюта». Это относится к «славному началу» девяти участников, начинающемуся с нуля (0) и заканчивающемуся единицей (1). И подразумевает обязательство участников поделиться со своими поклонниками незавершенным путешествием их группы от нуля до единицы. Zerobaseone сокращенно обозначается как ZB1.

## Карьера

### Пре-дебют
Zerobaseone были сформированы в рамках реалити-шоу Mnet Boys Planet, которое транслировалось со 2 февраля по 20 апреля 2023 года. В шоу приняли участие 98 участников со всего мира. Первый тизер был представлен во время церемонии вручения наград MAMA Awards 2022. Из первоначально 98 участников только девятка лучших вошла бы в окончательный состав. Премьера финального эпизода состоялась 20 апреля 2023 года в прямом эфире, в нём было раскрыто название группы и 9 финальных участников.
До появления в программе несколько участников уже активно работали в индустрии развлечений. Ким Джиун был участником мужской группы INX и активным актёром, который сыграл в нескольких веб-сериалах, таких как «Хочу укусить» и «Вилла Пундок: Обстоятельства в комнате 304». В 2020 году Ким Тэрэ участвовал в конкурсном вокальном шоу Top 10 Student. В 2021 году Пак Гонук участвовал в реалити-шоу на выживание Wild Idol. Однако он не попал в окончательный состав мужской группы TAN.

### 2023—н.в: Дебют сYouth in the ShadeиMelting Point
В апреле 2023 года WakeOne объявили, что Zerobaseone начала готовиться с целью дебюта в середине года.
14 мая Zerobaseone выпустили спойлерный фильм Youth in the Shade после завершения их первого группового выступления на KCON Japan 2023. В выпущенном видео представлены два участника, Чжан Хао и Сон Ханбин, которые в конце видео стоят лицом друг к другу с маленькой свечой посередине, после чего слова «Youth», «In The» и «Shade» кажутся пересекающимися. 26 мая WakeOne подтвердили, что Zerobaseone дебютируют в июле.
22 июня на Mnet вышел в эфир первый эпизод пред-дебютного реалити-шоу группы Camp Zerobaseone. Реалити-шоу состоит из 3 серий, целью которых является путешествие, которое поможет участникам сблизиться и узнать друг друга ещё лучше. 26 июня сообщалось, что предзаказ альбома превысил более 780 000 копий в течение пяти дней, превысив 1,08 миллиона копий к 4 июля, установив рекорд по самому большому количеству предварительных заказов для дебютного альбома. Группа официально дебютировала 10 июля с мини-альбомом Youth in the Shade и одержала свою первую победу на музыкальном шоу на канале SBS M's The Show через восемь дней после своего дебюта. В рамках своего дебютного промоушена группа провела свой первый фан-концерт в Gocheok Sky Dome 15 августа перед аудиторией в 18 000 человек. В последствии Youth in the Shade разошелся тиражом более 2 миллионов копий, установив рекорд продаж для дебютного альбома.
20 августа было объявлено, что Zerobaseone выпустят свой второй мини-альбом в ноябре. 6 октября было объявлено, что второй мини-альбом группы Melting Point выйдет 6 ноября. 26 октября альбом превысил более 1,7 миллиона предварительных заказов и, как сообщается, было продано более 2 миллионов копий за первую неделю выпуска, они стали первой K-pop группой, сделавшей это.
29 ноября 2023 года WakeOne подтвердили, что Zerobaseone дебютируют в Японии и проведут фан-встречу в Японии под лейблом Lapone Entertainment в марте 2024 года. Позже было объявлено, что дата японского дебюта назначена на 20 марта 2024 года, с синглом «Yura Yura (Unmei no Hana)» (ゆらゆら -運命の花-).

## Участники
Никакие официальные позиции участников, кроме лидера, центра и макнэ не были объявлены компаниями группы
| Ранг | Настоящее имя | Настоящее имя | Дата рождения | Позиция в группе | Агентство               |
| Ранг | Русский       | Хангыль/Ханча | Дата рождения | Позиция в группе | Агентство               |
| ---- | ------------- | ------------- | ------------- | ---------------- | ----------------------- |
| 8    | Ким Джиун     | 김지웅        | 14.12.1998    |                  | Nest Management         |
| 1    | Чжан Хао      | 章昊          | 25.07.2000    | Центр            | Yuehua Entertainment    |
| 2    | Сон Ханбин    | 성한빈        | 13.06.2001    | Лидер            | Studio GL1DE            |
| 3    | Сок Мэттью    | 석매튜        | 28.05.2002    |                  | MHN Entertainment       |
| 6    | Ким Тэрэ      | 김태래        | 14.07.2002    |                  | WAKEONE                 |
| 4    | Рикки         | 沈泉锐        | 20.05.2004    |                  | Yuehua Entertainment    |
| 7    | Ким Гювин     | 김규빈        | 30.08.2004    |                  | Yuehua Entertainment    |
| 5    | Пак Гонук     | 박건욱        | 10.01.2005    |                  | Jellyfish Entertainment |
| 9    | Хан Юджин     | 한유진        | 20.03.2007    | Макнэ            | Yuehua Entertainment    |

## Дискография

### Мини-альбомы
- Youth in the Shade (2023)
- Melting Point (2023)

## Фильмография

### Реалити-шоу
| Год  | Название         | Примечания               | Ссылка |
| ---- | ---------------- | ------------------------ | ------ |
| 2023 | Boys Planet      | Шоу на выживания         | [ 15 ] |
| 2023 | Camp Zerobaseone | Пре-дебютное реалити-шоу | [ 16 ] |

## Награды и номинации
Zerobaseone завоевали «Большой шлем новичка» (2023-2024), завоевав 10 наград «Новичок года» на различных национальных церемониях награждения.
| Награда | Год  | Категория                                        | Работа                                          | Результат |
| --- | ---- | ------------------------------------------------ | ----------------------------------------------- | --------- |
| Asia Artist Awards | 2023 | Лучший музыкант                                  | Лучший музыкант                                 | Победа    |
| Asia Artist Awards | 2023 | Новичок года — музыка                            | Новичок года — музыка                           | Победа    |
| Asia Artist Awards | 2023 | Награда за популярность — музыка (среди мужчин)  | Награда за популярность — музыка (среди мужчин) | Номинация |
| Asia Star Entertainer Awards | 2024 | Лучший новый артист                              | Лучший новый артист                             | Победа    |
| Asian Pop Music Awards | 2023 | Лучший новый артист (зарубеж.)                   | Youth in the Shade                              | Победа    |
| Circle Chart Music Awards | 2024 | Новичок года — альбом                            | Youth in the Shade                              | Победа    |
| Circle Chart Music Awards | 2024 | Артист года — альбом                             | Youth in the Shade                              | Номинация |
| Circle Chart Music Awards | 2024 | Mubeat Global Choice Award – Male                | Mubeat Global Choice Award – Male               | Номинация |
| Circle Chart Music Awards | 2024 | Новичок года — Global Streaming                  | «In Bloom»                                      | Номинация |
| Circle Chart Music Awards | 2024 | Новичок года — Streaming Unique Listeners        | «In Bloom»                                      | Номинация |
| The Fact Music Awards | 2024 | Премия «Следующий лидер»                         | Премия «Следующий лидер»                        | Победа    |
| Golden Disc Awards | 2024 | Альбом — Бонсан                                  | Youth in the Shade                              | Победа    |
| Golden Disc Awards | 2024 | Новичок года                                     | Новичок года                                    | Победа    |
| Golden Disc Awards | 2024 | Альбом года                                      | Youth in the Shade                              | Номинация |
| Hanteo Music Awards | 2024 | Артист года (Бонсан)                             | Артист года (Бонсан)                            | Победа    |
| Hanteo Music Awards | 2024 | Новичок года (среди мужчин)                      | Новичок года (среди мужчин)                     | Победа    |
| iHeartRadio Music Awards | 2024 | Лучший новый K-pop артист                        | Лучший новый K-pop артист                       | Номинация |
| K-Global Heart Dream Awards | 2023 | K-Global Бонсан (главный приз)                   | K-Global Бонсан (главный приз)                  | Победа    |
| K-Global Heart Dream Awards | 2023 | K-Global «Супер новичок»                         | K-Global «Супер новичок»                        | Победа    |
| K-World Dream Awards | 2024 | K-World Dream Бонсан                             | K-World Dream Бонсан                            | Победа    |
| K-World Dream Awards | 2024 | Артист выбор журналистов                         | Артист выбор журналистов                        | Победа    |
| MAMA Awards | 2023 | Лучший новый артист среди мужчин                 | Лучший новый артист среди мужчин                | Победа    |
| MAMA Awards | 2023 | Любимый новый артист                             | Любимый новый артист                            | Победа    |
| MAMA Awards | 2023 | Worldwide Fans' Choice Top 10                    | Worldwide Fans' Choice Top 10                   | Победа    |
| MAMA Awards | 2023 | Альбом года                                      | Youth in the Shade                              | Лонг-лист |
| MAMA Awards | 2023 | Артист года                                      | Артист года                                     | Лонг-лист |
| MAMA Awards | 2023 | Лучшее танцевальное выступление — мужская группа | «In Bloom»                                      | Номинация |
| MAMA Awards | 2023 | Песня года                                       | «In Bloom»                                      | Лонг-лист |
| Melon Music Awards | 2023 | Лучший новый артист                              | Лучший новый артист                             | Победа    |
| Melon Music Awards | 2023 | Награда «Любимая звезда»                         | Награда «Любимая звезда»                        | Номинация |
| Melon Music Awards | 2023 | Millions Top 10 Artist                           | Youth in the Shade                              | Номинация |
| Seoul Music Awards | 2024 | Главная награда (Бонсан)                         | Главная награда (Бонсан)                        | Победа    |
| Seoul Music Awards | 2024 | Новичок года                                     | Новичок года                                    | Победа    |
| Seoul Music Awards | 2024 | Hallyu Special Award                             | Hallyu Special Award                            | Номинация |
| Seoul Music Awards | 2024 | Награда за популярность                          | Награда за популярность                         | Номинация |
| Примечание: В случае, когда графы «Категория» и «Работа» объединены означает лишь то, что награда присуждается непосредственно самому музыкальному коллективу. |      |                                                  |                                                 |           |